# Seznam ameriških jadralcev
Seznam ameriških jadralcev.

## B
- Joseph Bates (adventist)
- Howard Blackburn
- Benjamin Briggs
- Otway Burns

## C
- Marvin Creamer

## D
- Richard Henry Dana mlajši
- William Driver

## E
- Ernest M. McSorley

## G
- Robin Lee Graham

## J
- Alfred Johnson
- Irving Johnson

## K
- Bill Koch (poslovnež)

## P
- Harry Pidgeon

## R
- Bernard Romans

## S
- Wendy Schmidt

## Z
- Bob Zentz